# Trichodesma zeylanicum
Trichodesma zeylanicum là loài thực vật có hoa trong họ Mồ hôi. Loài này được (Burm.f.) R.Br. miêu tả khoa học đầu tiên năm 1810.